# Spláchnutej
Spláchnutej (v anglickém originále Flushed Away) je britsko-americký animovaný film z roku 2006. Režisérem filmu je duo David Bowers a Sam Fell. Hlavní role ve filmu ztvárnili Hugh Jackman, Kate Winslet, Ian McKellen, Jean Reno a Andy Serkis.

## Obsazení
| Hugh Jackman | Roderick St. James |
| Kate Winslet | Rita Malone        |
| Ian McKellen | The Toad           |
| Jean Reno    | Le Frog            |
| Andy Serkis  | Spike              |
| Bill Nighy   | Whitey             |
| Shane Richie | Sid                |
| Kathy Burke  | Ritina matka       |
| John Motson  | Komentátoř         |

## Ocenění
Film byl nominován na jednu cenu BAFTA.